# 全日本学生選抜卓球選手権大会
全日本学生選抜卓球選手権大会（ぜんにほんがくせいせんばつたっきゅうせんしゅけんたいかい）は日本の卓球の大会。略称は全日学選抜
1～3位入賞選手には賞金が授与される。

## 概要
外国籍選手が、全日本学生選手権への出場不可となった2004年に新設され、留学生選手、全日本学生選手権のランカー（ベスト16）、主管学連の推薦選手で行われる種目はシングルのみの大会。

## 歴代優勝者
| 開催年 | 開催回     | 開催地 | 男子                   | 女子                   |
| ------ | ---------- | ------ | ---------------------- | ---------------------- |
| 2004年 | 第1回      | 愛知   | 高木和健一（青森大）   | 孫博（大正大）         |
| 2005年 | 第2回      | 大阪   | 張一博（青森大）       | 孫博（大正大）         |
| 2006年 | 第3回      | 仙台   | 張一博（青森大）       | 孫博（大正大）         |
| 2007年 | 第4回      | 横浜   | 下山隆敬（早稲田大）   | 劉一行（日本大）       |
| 2008年 | 第5回      | 大阪   | 大矢英俊（青森大）     | 高瑜瑶（専修大）       |
| 2009年 | 第6回      | 愛知   | 笠原弘光（早稲田大）   | 石垣優香（淑徳大）     |
| 2010年 | 第7回      | 横浜   | 上田仁（青森大）       | 松澤茉里奈（淑徳大）   |
| 2011年 | 第8回      | 大阪   | 神巧也（明治大）       | 劉莉莎（専修大）       |
| 2012年 | 第9回      | 名古屋 | 吉村真晴（愛知工業大） | 楊婷（専修大）         |
| 2013年 | 第10回     | 大阪   | 有延大夢（明治大）     | 鈴木李茄（専修大）     |
| 2014年 | 第11回     | 大阪   | 大島祐哉（早稲田大）   | 温馨（日本体育大学）   |
| 2015年 | 第12回     | 愛知   | 上村慶哉（早稲田大）   | 安藤みなみ（専修大）   |
| 2016年 | 第13回     | 千葉   | 丹羽孝希（明治大）     | 山本怜（中央大）       |
| 2017年 | 第14回     | 大阪   | 坪井勇麿（筑波大）     | 阿部愛莉（早稲田大）   |
| 2018年 | 第15回     | 名古屋 | 吉村和弘（愛知工業大） | 笹尾明日香（早稲田大） |
| 2019年 | 第16回     | 埼玉   | 木造勇人（愛知工業大） | 木村香純（専修大）     |
| 2020年 | [ 注釈 1 ] | 横浜   | 松山祐季（愛知工業大） | 黒野葵衣（早稲田大）   |
| 2021年 | 第17回     | 仙台   | 宮川昌大（明治大）     | 笹尾明日香（早稲田大） |
| 2022年 | 第18回     | 北海道 | 谷垣佑真（愛知工業大） | 岡田琴菜（愛知工業大） |
| 2023年 | 第19回     | 岡山   | 小林広夢（日本大）     | 出澤杏佳（専修大）     |
| 2024年 | 第20回     | 新潟   | 谷垣佑真（愛知工業大） | 枝廣愛（中央大）       |